# Алматинская больница скорой медицинской помощи
Алматинская больница скорой медицинской помощи (также известная как Больница скорой помощи Алматы) была основана в 1896 году в городе Алматы Обществом Красного Креста. Тогда в нем было только 15 кушеток, и он был единственным медицинским местом в городе. Первым главным врачом был выпускник Петербургского военно-медицинского колледжа Иероним Иванович Соболевский. Больница несколько раз меняла свое название.   
Нынешнее здание было открыто 14 февраля 2011 года. В нем 355 больничных коек, а также отделение интенсивной терапии на 12 пациентов. Джувашев Алмаз Болатович  нынешний медицинский директор.  